# Micrathena furcula
Micrathena furcula är en spindelart som först beskrevs av Octavius Pickard-Cambridge 1890.
Micrathena furcula ingår i släktet Micrathena och familjen hjulspindlar. Inga underarter finns listade i Catalogue of Life.